# Route nationale 88
Die Route nationale 88, kurz N 88 oder RN 88, ist eine französische Nationalstraße.

## Geschichte
Die Straße wurde 1824 zweigeteilt durch die Nationalstraße 9 zwischen Givors und Toulouse festgelegt. Sie geht auf die Route impériale 106 zurück. Ihre Gesamtlänge betrug 466 Kilometer. Führte ihr Streckenverlauf bis 1840 über Langogne, wurde die Nationalstraße ab da über Chapeauroux geführt. Die Länge stieg um 14 Kilometer. 1978 wurde die Straße abschnittsweise neu geführt; dadurch wurden 1973 die wegfallenden Abschnitte abgestuft:
- N 88 Givors – Kreuzung mit N 102
- N 102 Kreuzung mit N 88 – Kreuzung mit N 106
- N 106 Kreuzung mit N 102 – Langogne
- N 500 Langogne – Châteauneuf-de-Randon
- N 88 Châteauneuf-de-Randon – Le Monastier-Pin-Moriès-Les Ajustons
- unterbrochen durch N 9
- N 595 Sévérac-le-Château – Rodez
- N 88 Rodez – Toulouse

2006 wurden dann die Abschnitte der N 88, die parallel zu Autobahnen verliefen, abgestuft.

## Ausbauzustand
Die Nationalstraße ist zwischen Saint-Chamond und Le Puy fast vollständig zu einer Schnellstraße ausgebaut; dabei steht die zweite Brücke über das Vallée du Lignon noch nicht, sodass dort keine getrennten Fahrbahnen vorhanden sind. Östlich um Le Puy herum verläuft eine Umgehungsstraße, auf der die N88 verläuft. Ab Rodez bis zur A68 ist die N88 mit zwei Unterbrechungen zur Schnellstraße ausgebaut und umgeht dabei die Orte. Die historische Trasse mit aktueller Nummer lässt sich in der Infobos ersehen. Die Lücke bei Baraqueville wird gegenwärtig geschlossen. Die zweite Unterbrechung befindet sich zwischen Carmaux und der Rocade d’Albi. Bei dieser wurde parallel eine weitere Trasse gebaut und die Straßen werden im Einbahnstraßenbetrieb mit Kreiseln und Straßenkreuzungen betrieben.

## Seitenäste

### N 88a
Die Route nationale 88A, kurz N 88A oder RN 88A, war ein von 1957 bis 1973 bestehender, 5 Kilometer langer Seitenast der N88, der aus dieser entstand, als sie auf eine Umgehungsstraße von Terrenoire und neue Einfallstraße nach Saint-Étienne verlegt wurde.

### N 388
Die gegenwärtige Route nationale 388, kurz N 388 oder RN 388, ist ein Seitenast der N 88, der keine Verbindung mit dieser hat. Die Straße verbindet die Autobahn 47, welche die N 88 ersetzt hat, zwischen den Anschlussstellen 8 und 9 als Rhônebrücke bei Givors. Damit ist es auch Fahrzeugen möglich, die Rhône an dieser Stelle zu queren, die nicht auf Autobahnen dürfen.

## N 488
Die gegenwärtige Route nationale 488, kurz N 488 oder RN 488, ist eine als Schnellstraße ausgebaute Einfallstraße nach Saint-Étienne. Sie wurde 1957 eingerichtet. Auf dieser Strecke verlief zunächst die N 88. 1978 erhielt diese Strecke die neue Nummer.

## N 2088
Als Route nationale 2088, kurz N 2088 oder RN 2088, wurden die alten Ortsdurchfahrten der N 88 bezeichnet, als diese jeweils auf eine Umgehungsstraße um den Ort verlegt wurde, bzw. für die alte Trasse, wenn parallel auf längerer Strecke eine Schnellstraße entstand:
- Abschnitt Monistrol-sur-Loire – Saint-Maurice-de-Lignon (D 461 & D 908)
- Ortsdurchfahrt Sévérac-le-Château (D 888)
- Ortsdurchfahrt Recoules-Prévinquières (VC)
- Ortsdurchfahrt La Primaube (D 888)
- Abschnitt La Baraque-Saint-Jean – Tanus (D 888 & D 988)
- Ortsdurchfahrt Carmaux (D 988)